# Hecker
Hecker – wieś w Stanach Zjednoczonych, w stanie Illinois, w hrabstwie Monroe.